# Mikwaot

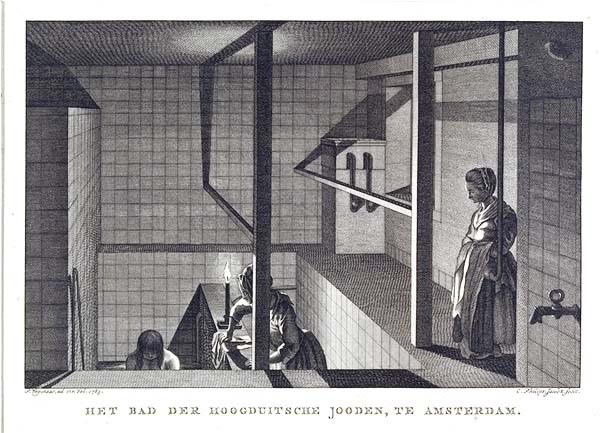
Het bad der Hoogduitsche Jooden te Amsterdam

Mikwaot (Hebreeuws: מקואות, letterlijk rituele baden) is het zesde traktaat (masechet) van de Orde Tohorot (Seder Tohorot) van de Misjna. Het traktaat telt tien hoofdstukken.
Mikwaot behandelt voorschriften waaraan het mikwe (rituele bad) dient te voldoen en regels omtrent het baden.
Het traktaat komt in de Jeruzalemse noch Babylonische Talmoed voor.